# Dubti (woreda)
Dubti est un des 29 woredas de la région Afar, Éthiopie.

## Démographie
D'après le recensement national de 2007 effectué par l'Agence centrale des statistiques d'Éthiopie (CSA), ce woreda compte une population totale de 65 342 habitants, dont 34 893 hommes et 30 449 femmes ; 32 940 habitants, soit 50,41 %, sont des citadins. 88,01 % de la population se déclare musulmane et 11,46 % chrétienne orthodoxe.